# Рудіч Руслан Вікторович
Русла́н Ві́кторович Ру́діч (29 червня 1974, с. Урмань, нині Україна — 21 квітня 2022, схід України) — український військовослужбовець Збройних сил України, учасник російсько-української війни. Почесний громадянин міста Бережани (2022, посмертно).

## Життєпис
Руслан Рудіч народився 29 червня 1974 року в селі Урмані, нині Бережанської громади Тернопільського району Тернопільської области України.
Був студентом 3-го курсу агроінженерного факультету Бережанського агротехнічного інституту Національного університету біоресурсів і природокористування України.
Служив у складі 95-ї десантно-штурмової бригади Збройних сил України. Брав участь у боях під Мар'їнкою, був демобілізований. Під час повномасштабного вторгнення окупантів повернувся на схід України. Загинув 21 квітня 2022 року.
Похований 1 травня 2022 року в селі Рай Тернопільського району.
Залишилася донька.

## Нагороди
- Орден «За мужність» III ступеня (13 квітня 2023, посмертно) — за особисту мужність, виявлену у захисті державного суверенітету та територіальної цілісності України, самовіддане виконання військового обов’язку[2].
- почесний громадянин міста Бережани (4 травня 2022, посмертно)[3].